# Вест Ратланд (Вермонт)
Вест Ратланд (енгл. West Rutland) насељено је место без административног статуса у америчкој савезној држави Вермонт.

## Демографија
По попису из 2010. године број становника је 2.024, што је 239 (-10,6%) становника мање него 2000. године.
| Група             | 2000.         | 2010.         |
| Белци             | 2.207 (97,5%) | 1.962 (96,9%) |
| Афроамериканци    | 11 (0,5%)     | 11 (0,5%)     |
| Азијати           | 17 (0,8%)     | 11 (0,5%)     |
| Хиспаноамериканци | 9 (0,4%)      | 15 (0,7%)     |
| Укупно            | 2.263         | 2.024         |